# 미켈레 안토니오 디 살루초 후작
미켈레 안토니오 델 바스토(이탈리아어: Michele Antonio del Vasto, 1495년 3월 26일 - 1528년 10월 18일)는 1504년부터 사망할때까지의 살루초 후작이다.
루도비코 2세 디 살루초 변경백과 푸아캉달의 마르그리트의 장남으로 살루초에서 태어난 그는 아버지의 뒤를 이어받을때까지 카르마뇰라 백작이었다. 그는 초기에 아버지 루도비코를 따라 루이 12세와 프랑수아 1세의 이탈리아 전쟁에 참여했다. 특히 그는 파비아 전투 (1525년)에서 좋은 모습을 보였다.
미켈레 안토니오는 아베르사 전투에서 포환으로 인한 부상으로 사망했다. 그의 마지막 유언에 따라 로마에 있는 산타 마리아 인 아라코엘리에 묻혔고, 반면 그의 심장은 피에몬테에서 보관했다.
그의 마지막 유언을 설명하는 부상을 입은 후작에 관한 발라드는 제1차 세계대전 이간 이탈리아 알피니 사이에서 인기가 있었다.
| 이전 루도비코 2세 | 살루초 후작 1504년–1528년 | 이후 조반니 루도비코 |